# Smithiomyces
Smithiomyces is een geslacht van schimmels behorend tot de familie Agaricaceae.

## Soorten
Volgens Index Fungorum telt het geslacht zes soorten (peildatum oktober 2023):
| Soortnaam                    | Auteur(s)               | Publicatiejaar |
| ---------------------------- | ----------------------- | -------------- |
| Smithiomyces asiaticus       | Z.W. Ge & H. Qu         | 2021           |
| Smithiomyces dominicanus     | Justo, Angelini & Bizzi | 2015           |
| Smithiomyces heterosporus    | Z.W. Ge & H. Qu         | 2021           |
| Smithiomyces lanosofarinosus | (Rick) Raithelh.        | 1988           |
| Smithiomyces lepiotoides     | Z.W. Ge & H. Qu         | 2021           |
| Smithiomyces mexicanus       | (Murrill) Singer        | 1944           |